# Perfect Illusion
Singles de Lady Gaga
Til It Happens to You
(2015) Million Reasons
(2016)
Pistes de Joanne
Dancin' In Circles Million Reasons
Perfect Illusion est une chanson de l'artiste américaine Lady Gaga. Elle est sortie le 9 septembre 2016 en tant que premier single du cinquième album studio de la chanteuse. Le morceau est écrit et produit par Gaga, Mark Ronson, Blood Pop et Tame Impala. Il est sorti le 9 septembre 2016. Le clip est sorti le 20 septembre 2016.

## Genèse et développement
Au début de 2016, Gaga et Ronson se mettent à travailler ensemble sur le nouvel album de la chanteuse. Dans une interview radiophonique pour le Breakfast Show, Gaga explique le processus de création notamment par le fait que toutes les chansons commençaient « avec Mark, un piano, une guitare et une machine à écrire ». La chanteuse explique d’ailleurs utiliser beaucoup cette machine à écrire car elle et son équipe travaillent toute la journée sur des ordinateurs et que c’est donc « bien d’avoir quelque chose de basique et de classique pour travailler ». Une fois les paroles écrites, elle laisse Ronson travailler seul sur la production, tout en lui donnant son avis et ses notes. Ce n’est que vers la fin du processus que d’autres artistes comme Bloodpop et Kevin Parker venaient participer.
Au printemps 2016, Kevin Parker, membre du groupe australien Tame Impala a apporté l’idée générale d’une chanson autour de l’illusion. Il a commencé lui-même à travailler sur cette idée, puis l’a présenté à Gaga et Ronson pour construire une chanson autour de ceci. Bloodpop s’est également ajouté au projet et les artistes se sont retrouvés à Malibu pour terminer la chanson,.

## Thèmes et influences
Dans une interview pour le journal anglais The Sun,, Gaga explique que la chanson parle essentiellement du fait que beaucoup de personnes se demandent pourquoi tant de choses fausses apparaissent si réelles qu’il est presque devenu impossible de déchiffrer ce qui est authentique et ce qui ne l’est pas. Elle ajoute : « On fait défiler les médias sociaux ou Instagram et on est surchargé de choses qui sont filtrées ; je crois que d’une certaine manière, ça s’est insinué dans les relations personnelles, amoureuses ou amicales, mais ce qui se passe c’est qu’on essaie d’établir des rapports humains mais on le fait en tombant amoureux d’une illusion parfaite. ». Quant à la perspective de la chanson, elle explique que cette dernière n’est pas vraiment celle d’une femme et qu’il était important pour elle que les hommes se sentent connectés aux femmes quand ils entendent cette chanson même si le thème évoque plutôt une barrière entre les deux genres.

## Critiques
Sa sortie le 9 septembre a largement été relayée par les médias, et a divisé la critique. Pour The Guardian "Perfect Illusion n'est pas l'amour ; il n'est qu'une métaphore vide, que sa voix tente mais ne parvient pas à imprégner de sens". Pour la BBC en revanche, il s'agit d'un "morceau Rock et Disco propulsif" et elle est qualifiée par iHeartRadio d'« hymne dancefloor ». Le Figaro, Billboard et Europe 1 ont aussi un avis positif sur le single. Enfin, Chart In France se dit "déçu" par ce titre, ne le considérant pas à la hauteur d'un comeback.

## Accueil du public
Lancé le 9 septembre à 00h01  sur iHeart Radio et sur Spotify deux heures plus tard, il a connu un relatif succès en streaming puisque écouté par plus de 3.200.000 internautes en 24 heures. Il a ensuite été disponible à la Radio puis sur les différentes plateformes de téléchargement légal et parvient à se classer 1er sur iTunes pendant 24 heures dans 40 pays. 

Le succès du single dans les classements internationaux apparaît cependant finalement limité. Ainsi, s'il entre directement à la 12e place au Royaume-Uni, il y connaît une chute rapide et brutale dès les semaines suivantes ; aux États-Unis, ce titre rencontre un sort similaire, ne parvenant pas, là non plus, à se hisser dans le Top 10. En France, même si ce single se classe 1e lors de sa sortie, il connaît également une chute importante dès les semaines suivantes, ne figurant alors plus dans le Top 100 des ventes.

## Classements hebdomadaires
| Classement (2016)                      | Meilleure position |
| -------------------------------------- | ------------------ |
| Allemagne (Media Control AG)           | 31                 |
| Australie (ARIA)                       | 14                 |
| Autriche (Ö3 Austria Top 40)           | 21                 |
| Belgique (Flandre Ultratop 50 Singles) | 43                 |
| Canada (Canadian Hot 100)              | 17                 |
| Espagne (PROMUSICAE)                   | 1                  |
| États-Unis (Billboard Hot 100)         | 15                 |
| France (SNEP)                          | 1                  |
| Irlande (IRMA)                         | 22                 |
| Italie (FIMI)                          | 5                  |
| Nouvelle-Zélande (RMNZ)                | 31                 |
| Pays-Bas (Single Top 100)              | 58                 |
| Royaume-Uni (UK Singles Chart)         | 12                 |
| Suède (Sverigetopplistan)              | 38                 |
| Suisse (Schweizer Hitparade)           | 16                 |

## Historique de sortie
| Pays         | Date              | Format                   | Label                    | Ref.   |
| ------------ | ----------------- | ------------------------ | ------------------------ | ------ |
| Monde entier | 9 septembre 2016  | Téléchargement numérique | - Interscope - Universal | [ 29 ] |
| Italie       | 9 septembre 2016  | Hit temporel en radios   | Universal                | [ 30 ] |
| États-Unis   | 12 septembre 2016 | Hot AC radio             | Interscope               | [ 31 ] |
| États-Unis   | 13 septembre 2016 | Hit temporel en radio    | Interscope               | [ 32 ] |